# Geist und Seele wird verwirret
Geist und Seele wird verwirret (L’esprit et l’âme sont confondus), (BWV 35), est une cantate religieuse de Johann Sebastian Bach composée à Leipzig en 1726 pour le 12e dimanche après la Trinité qui tombait cette année le 8 septembre. Pour cette destination liturgique, deux autres cantates ont franchi le seuil de la postérité : les BWV 69a et 137. 

## Histoire et livret
Les lectures prescrites pour ce jour étaient Cor. 3: 4-11 et Marc 7: 31-37.
Les textes proviennent entièrement des « Gottgefälliges Kirchen-Opffer » (1711) de  Georg Christian Lehms, et c'est la dernière cantate écrite sur un texte de ce poète.
En raison de la demande d'alors pour que de la « nouvelle musique » soit composée le plus souvent possible, Bach choisissait rarement d'anciens poèmes pour ses cantates. C'est pourquoi le chef d'orchestre Craig Smith (en) a suggéré que certaines parties de cette œuvre puissent avoir été composées antérieurement à la première exécution du 8 septembre 1726 à Leipzig. La cantate est l'une des trois que Bach écrivit à Leipzig pendant l'été et l'automne 1726 dans lesquelles un soliste alto est le seul chanteur, les autres étant Gott soll allein mein Herze haben, BWV 169 et Vergnügte Ruh, beliebte Seelenlust BWV 170, toutes deux avec des textes de Lehms. Il est probable que Bach avait à sa disposition un chanteur alto de qualité pendant cette période.
L’œuvre comporte par ailleurs deux grands mouvements de concerto pour orgue et grand orchestre, probablement à partir d'un concerto perdu pour clavier, hautbois ou violon, ce qui pourrait indiquer que la cantate a été composée pendant une absence temporaire de chorale à la Thomaskirche.
Il semble n'y avoir aucun thème choral sous-jacent dans l'œuvre, peut-être en raison de l'absence de partie chorale. Les neuf premières mesures de la sinfonia d'ouverture ont été reprises d'un concerto, peut-être pour hautbois, peut-être pour violon et orchestre en ré mineur BWV 1059, composé à l'époque de Köthen.

## Structure et instrumentation
La cantate est écrite pour 2 hautbois, taille de hautbois (en), orgue obligé, 2 violons, alto, basse continue, avec un alto solo. Elle fait partie des 19 cantates en deux parties mais elle est la seule dont les deux pôles sont introduits par une sinfonia.
Il y a sept mouvements réunis en deux parties précédées chacune d'une sinfonia :
1. sinfonia (tutti)
2. aria : Geist und Seele wird verwirret (tutti).
3. récitatif : Ich wundre mich with continuo.
4. aria : Gott hat alles wohlgemacht with organo obbligato and continuo.
5. sinfonia (tutti)
6. récitatif : Ach, starker Gott with continuo.
7. aria : Ich wünsche nur bei Gott zu leben (tutti).

## Sources
- (en) Cet article est partiellement ou en totalité issu de l’article de Wikipédia en anglais intitulé « Geist und Seele wird verwirret, BWV 35 » (voir la liste des auteurs).
- Gilles Cantagrel, Les cantates de J.-S. Bach, Paris, Fayard, mars 2010, 1665 p.  (ISBN 978-2-213-64434-9)